# Photostomias goodyeari
Photostomias goodyeari är en fiskart som beskrevs av Christopher P. Kenaley och Hartel 2005. Photostomias goodyeari ingår i släktet Photostomias och familjen Stomiidae. Inga underarter finns listade i Catalogue of Life.